# سا

سا شهری در شهرستان بینگو در استان بولکیمده در بورکینافاسوی غربی مرکزی است جمعیت آن ۱۴۴۲ نفر است.